# Ha-Chotrim
Ha-Chotrim (hebrejsky הַחוֹתְרִים, doslova „Veslaři“, v oficiálním přepisu do angličtiny HaHoterim, přepisováno též HaHotrim) je vesnice typu kibuc v Izraeli, v Haifském distriktu, v Oblastní radě Chof ha-Karmel.

## Geografie
Leží v nadmořské výšce 16 metrů v hustě osídlené a zemědělsky intenzivně využívané pobřežní nížině, nedaleko úpatí zalesněných svahů pohoří Karmel, ze kterého podél severní strany obce k moři směřuje vádí Nachal Galim.
Obec se nachází na břehu Středozemního moře (byť od vlastní čáry pobřeží ji odděluje těleso dálnice a železniční trati), cca 76 kilometrů severoseverovýchodně od centra Tel Avivu, cca 7 kilometrů jihozápadně od centra Haify a 2 kilometry jihozápadně od města Tirat Karmel. Ha-Chotrim obývají Židé, přičemž osídlení v tomto regionu je židovské.
Ha-Chotrim je na dopravní síť napojen pomocí dálnice číslo 4. Západně od vesnice rovněž prochází nová dálnice číslo 2 (ovšem bez napojení) a dále železniční trať z Tel Avivu do Haify, která zde ale nemá zastávku (nejbližší je Železniční stanice Haifa Chof ha-Karmel).

## Dějiny
Kibuc Ha-Chotrim byl založen v roce 1948. Zakladatelská osadnická skupina se zformovala již roku 1942 v Kirjat Chajim, pak provizorně od roku 1948 sídlila v nedaleké vysídlené Německé kolonii na okraji Haify a teprve roku 1952 se přesunuli do nynější lokality.
Místní ekonomika je založena na zemědělství a průmyslu (firma na zpracování plastů R.O.P.).

## Demografie
Podle údajů z roku 2014 tvořili naprostou většinu obyvatel v ha-Chotrim Židé (včetně statistické kategorie "ostatní", která zahrnuje nearabské obyvatele židovského původu ale bez formální příslušnosti k židovskému náboženství).
Jde o menší sídlo vesnického typu s dlouhodobě rostoucí populací. K 31. prosinci 2014 zde žilo 689 lidí. Během roku 2014 populace stoupla o 4,2 %.
| Rok            | 1948 | 1961 | 1972 | 1983 | 1995 | 2001 | 2003 | 2004 | 2005 | 2006 | 2007 | 2008 | 2009 | 2010 | 2011 | 2012 | 2013 | 2014 |
| -------------- | ---- | ---- | ---- | ---- | ---- | ---- | ---- | ---- | ---- | ---- | ---- | ---- | ---- | ---- | ---- | ---- | ---- | ---- |
| Počet obyvatel | 199  | 249  | 348  | 510  | 520  | 505  | 494  | 499  | 509  | 516  | 525  | 524  | 591  | 609  | 627  | 631  | 661  | 689  |